# Bersici Grande
Bersici Grande o Prisgnago Grande (in croato Veli Pržnjak) è uno dei due scogli Persgnach, Prisgnago o Persnich  adiacenti all'isola di Curzola, nel mare Adriatico, in Croazia, che fanno parte delle isole Curzolane. Amministrativamente appartiene al comune della città di Blatta, nella regione raguseo-narentana.

## Geografia
Bersici Grande è situato a sud-est di Trestenico e di punta Chincia o Chiave (rt Ključ), la punta sud-occidentale di Curzola, e a sud-est della baia Tre Porti o Treporti (Tri luke). L'isolotto ha una forma irregolare con un piccolo promontorio rivolto a nord nella parte orientale; la sua superficie è di 0,204 km², la costa è lunga 2,26 km, l'altezza è di 25 m. Alla distanza di circa 110 m, a nord-ovest, si trova Bersici Piccolo (Mali Pržnjak), rotondo, che ha una superficie di 0,097 km², la costa lunga 1,12 km e l'altezza di 21 m 42°54′23″N 16°41′18″E.

### Isolotti adiacenti
- Luccovaz[10], Lucovaz[5][6], Lucco[4] o Luccova[4] (Lukovac), piccolo isolotto 400 m[2] a sud-est di Bersici Grande; ha una superficie di 0,037 km²[7], la costa lunga 0,77 km[7], e l'altezza di 14 m[2] 42°53′54″N 16°42′06″E.
- Scoglio Gradizza[5][11] o Granizze[6] (hrid Gredica), a est di Bersici Grande (a circa 400 m[2]) e a nord di Luccovaz; ha una superficie di 4525 m²[7], la costa lunga 264 m[7] e l'altezza di 2 m[2] 42°54′13″N 16°42′11″E.

### Cartografia
- (HR) Mappa topografica della Croazia 1:25000, su preglednik.arkod.hr. URL consultato il 2 febbraio 2017.
- G. Giani, Carta prospettiva delle Comuni censuarie della Dalmazia, foglio 11, 1839. Fondo Miscellanea cartografica catastale, Archivio di Stato di Trieste.